# عبد الله بن عبد العزيز بن مساعد آل سعود
الأمير عبد الله بن عبد العزيز آل سعود (1930 - 2015)، أمير منطقة الحدود الشمالية الأسبق، والده الأمير عبد العزيز بن مساعد بن جلوي آل سعود ابن عم عبد العزيز آل سعود وأحد قادته، أحد الستة الذين اقتحم بهم عبد العزيز آل سعود الرياض، وقائد معركة حجلا، والدته هي الأميرة طرفة بنت مساعد البتال المطيري، وأخوه هو الأمير جلوي بن عبد العزيز بن مساعد آل سعود أمير منطقة نجران.

## مناصبه
عينه عبد العزيز آل سعود عام 1366 هـ أميرًا لمنطقة القصيم وعمره آنذاك 18 سنة، وبقي فيها عشر سنوات ثم نقله سعود بن عبد العزيز آل سعود أميرًا على منطقة الحدود الشمالية من عام 1376 هـ إلى عام 1436 هـ (60 عامًا) أميرًا لمنطقة الحدود الشمالية.

## وفاته
توفي الأمير عبد الله بن عبد العزيز بن مساعد آل سعود يوم السبت 17 رمضان 1436 هـ الموافق 4 يوليو 2015 عن عمر يناهز 85 عامًا الساعة 11 صباحًا.

## الأبناء والأحفاد
- الأمير منصور بن عبد الله. له من الأبناء الأمير عبد العزيز، الأمير جلوي، الأمير نايف، الأميرة غادة، الأميرة ياسمين، والأميرة العنود.
- الأمير مساعد بن عبد الله. متزوج من الأميرة نوف بنت محمد بن عبد الله البتال وله من الأبناء الأمير عبد العزيز، الأمير تركي، الأمير محمد، الأمير فهد، والأميرة غدير.
- الأمير فهد بن عبد الله. له من الأبناء الأمير مشعل، الأميرة نورة، الأميرة جواهر، الأميرة نوف، الأمير عبد العزيز، والأمير عبد الله.
- الأمير سلطان بن عبد الله. متزوج من الأميرة البندري بنت بدر بن محمد آل سعود وله من الأبناء الأمير سعود، الأمير فيصل، الأميرة نورة، والأميرة طرفة.
- الأمير مشعل بن عبد الله. له من البنات الأميرة مضاوي، الأميرة الجوهرة، الأميرة لينا، والأميرة ديم (متزوجة من الأمير سلطان بن عبدالله بن محمد بن فرحان) وله كريمة متزوجة من الامير خالد بن بندر بن فهد بن فيصل بن فرحان .
- الأمير متعب بن عبد الله (توفي عن عمر يناهز 53 عامًا).[6] له من الأبناء الأمير عبد العزيز، الأمير محمد (متوفى)[7]، الأمير فيصل، الأميرة العنود، الأميرة سارة، الأميرة منيرة، والأميرة الجوهرة.
- الأمير مشاري بن عبد الله. له من الأبناء الأمير فهد، الأمير عبد العزيز، الأميرة ديمة، الأميرة العنود(متزوجة من الأمير سعود بن فهد بن محمد بن سعود الكبير[8]).
- الأمير سعد بن عبد الله. له من الأبناء الأمير عبد الله، الأميرة هيفاء، الأميرة عبير، الأميرة مشاعل، الأميرة الجوهرة، والأميرة لطيفة.
- الأمير بندر بن عبد الله. متزوج من الأميرة فايزة بنت ممدوح بن اورنس الشعلان وله من الأبناء الأمير أحمد، الأمير عبد العزيز(متزوج من الأميرة فهدة بنت تركي بن عبدالعزيز بن عبدالله بن تركي آل سعود)، الأمير ممدوح، الأميرة العنود، الأميرة شهيناز، الأميرة نجلاء، والأميرة لمى.
- الأمير تركي بن عبد الله.  له من الأبناء الأمير نايف والأمير سلطان (توفي في ٤ يناير ٢٠٢٣ وصلى عليه في مكة المكرمة ودفن في مقبرة العدل) والأميرة ريما والأميرة سلطانة، وله من الأبناء الأميرة لولوة، الأميرة نجلاء، الأميرة مضاوي.
- الأمير  فيصل بن عبدالله (متزوج من كريمة الأمير عبد العزيز بن عبد المحسن بن مشاري بن عبدالرحمن بن حسن بن مشاري آل سعود)(مطلقة).
- الأميرة قماشة بنت عبد الله. متزوجة من الأمير ممدوح بن سعود بن عبد العزيز آل سعود ولها من الأبناء الأمير سلطان.
- الاميرة البندري بنت عبدالله. متزوجة من راكان بن مشهور اليعيش.

## إخوته
- الأمير جلوي بن عبد العزيز بن مساعد آل سعود (أمير منطقة نجران).
- الأميرة منيرة بنت عبد العزيز بن مساعد آل سعود (متوفاة). متزوجة من الأمير سلطان بن عبد العزيز آل سعود.
- الأميرة سارة بنت عبد العزيز بن مساعد آل سعود. متزوجة من الأمير سعود بن جلوي آل سعود.
- الأميرة لولوة بنت عبد العزيز بن مساعد آل سعود (متوفاة). متزوجة من الأمير فهد بن محمد بن عبد العزيز آل سعود.
- الأميرة الجوهرة بنت عبد العزيز بن مساعد آل سعود (متوفاة؛ وصلي عليها بعد مغرب يوم الجمعة الموافق 2 ذو القعدة 1440 هـ بالمسجد الحرام).[9] متزوجة من الأمير نايف بن عبد العزيز آل سعود.
- الأميرة العنود بنت عبد العزيز بن مساعد آل سعود (متوفاة). متزوجة من الملك فهد بن عبد العزيز آل سعود.
- الأميرة موضي بنت عبد العزيز بن مساعد آل سعود. متزوجة من الأمير بدر بن فهد بن سعد الأول آل سعود.
- الأميرة نورة بنت عبد العزيز بن مساعد آل سعود. متزوجة من الأمير عبد الله بن سلمان بن محمد بن سعود آل سعود.

| سبقه عبد الله بن فيصل الفرحان آل سعود | أمير منطقة القصيم 1366 هـ - 1375 هـ          | تبعه محمد بن عبد الله البتال                         |
| سبقه محمد بن أحمد بن محمد السديري     | أمير منطقة الحدود الشمالية 1376 هـ - 1436 هـ | تبعه مشعل بن عبد الله بن عبد العزيز بن مساعد آل سعود |